# Бањарија Арза
Бањарија Арза (итал. Bagnaria Arsa) је насеље у Италији у округу Удине, региону Фурланија-Јулијска крајина.
Према процени из 2011. у насељу је живело 727 становника. Насеље се налази на надморској висини од 18 м.

## Становништво
Према резултатима пописа становништва 2011. у општини је живело 3.577 становника.
| 1931. | 1936. | 1951. | 1961. | 1971. | 1981. | 1991. | 2001. | 2011. |
| ----- | ----- | ----- | ----- | ----- | ----- | ----- | ----- | ----- |
| 2.954 | 2.990 | 3.347 | 3.107 | 3.103 | 3.320 | 3.412 | 3.428 | 3.577 |